# Mzda
Mzda je odměna za práci v pracovním poměru, vyplácená ve výplatním termínu (zpravidla měsíčně) zpětně. Může se skládat z těchto složek: základní mzda, náhrady mzdy a výkonnostní složky mzdy. Jedná se o peněžité plnění a plnění peněžité hodnoty (naturální mzda) poskytované zaměstnavatelem zaměstnanci. Na rozdíl od platu je vyplácena v soukromém sektoru, zatímco plat náleží jen zaměstnancům zákonem určených institucí, tedy státním zaměstnancům a zaměstnancům ÚSC, příspěvkových organizací, školských právnických osob atd. Plat je obecně vyplácen z veřejných rozpočtů, mzda obecně z jakýchkoli peněz, úžeji, jako opak platu, pouze ze soukromých peněz.

## Mzdový list
Za analytické účty k účtu 331-zaměstnanci se považují mzdové listy, které se vyhotovují pro každého zaměstnance na období jednoho roku. Pro daňové účely musí obsahovat základní údaje o zaměstnanci (např. jméno a příjmení, rodné číslo, bydliště, rodná čísla osob, na které uplatňují slevy na dani a jiné údaje) a za každý kalendářní měsíc údaje o:
- počtu odpracovaných dnů a o dnech nemocí,
- hrubé mzdě a jejich složkách,
- sraženém pojistném sociální a zdravotní pojištění,
- zdanitelnou mzdu pro výpočet zálohy na daň,
- slevy na dani, např. na poplatníka, na děti a jiné slevy,
- výši zálohy na daň před slevou a po slevě,
- měsíčním daňovém bonusu a
- čerpání dávek nemocenského pojištění a jiné údaje.

## Složky mzdy
podle vlastností a definic
- pevná složka – paušální velikost mzdy,
- pohyblivá složka – jsou příplatky, osobní ohodnocení, prémie a odměny. Příplatky jsou povinné. Jedná se o práci přesčas, ve svátek, v noci, v sobotu a neděli a za práci ve ztíženém pracovním prostředí [2]. Osobní ohodnocení vyjadřuje trvaleji kvalitu práce určitého zaměstnance a lze jej odebrat pouze při zhoršení kvality práce zaměstnance.
  - Prémie jsou stanoveny v procentech a slouží ke zvýšení motivace.
  - Odměny se vyplácejí jednorázově.

konkrétní složky mzdy
- základní mzda,
- příplatky – nárokové, nenárokové,
- náhrady mzdy – dovolená, svátek,
- odměny,
- další plnění,
- dávky nemocenského pojištění.

## Druhy mezd
- Časová mzda – mzdová forma, při níž je výdělek pracovníka závislý na množství odpracovaného času,
  - časová mzda prostá,
  - časová mzda diferencovaná.
- Úkolová mzda – mzdová forma, kdy je výdělek závislý na počtu jednotek vykonané práce.
- Podílová mzda – mzdová forma, která se uplatňuje v obchodních činnostech a některých službách. Podílová mzda je zcela nebo zčásti závislá na obratu nebo dosaženém zisku zaměstnavatele nebo jeho příslušné části.

Zpravidla, zejména u dlouhodobých zaměstnání, se kombinuje více složek mzdy podle uvedených druhů mezd (kombinovaná mzda).

## Formy mzdy
Podklady pro výpočet mezd
Podklady pro výpočet měsíční mzdy (docházky pracovníků, neschopenky, potvrzení o ošetření člena rodiny, dovolenky a ostatní doklady nezbytné pro výpočet měsíční mzdy) se zpracovávají nejpozději poslední pracovní den příslušného měsíce.
Mzdy hrazené z grantů, výzkumných záměrů, účelových dotací a ostatních účelových prostředků se účtují zvlášť, a to případně i poměrná část mzdy dané osoby.

### Výpočet

#### Superhrubá mzda (Mzdový náklad zaměstnavatele)
Tento pojem v minulosti označoval hrubou mzdu spolu s pojistným placeným zaměstnavatelem (24,8 % sociální a 9 % zdravotní). Z této mzdy se počítal daňový základ. V současnosti se superhrubá mzda nevyužívá.

#### Čistá mzda
výpočet
hrubá mzda - sociální zabezpečení 6,5 % - zdravotní pojištění 4,5 % - nemocenské pojištění 0,6% - daň po slevě

### Druhy mzdy
- hrubá mzda = základní mzda + osobní ohodnocení, příplatky, prémie a odměny + náhrada mzdy
- čistá mzda = hrubá mzda - zákonné srážky (záloha na daň z příjmu, zdravotní a sociální pojištění)
- částka k výplatě = čistá mzda - ostatní srážky (např. výživné, spoření) + náhrada mzdy za nemoc
- dekretová mzda = hodnota tarifu + osobní ohodnocení zaměstnance

## Daňové přiznání
Roční zúčtování daně z příjmu fyzických osob provádí zaměstnavatel při splnění zákonných podmínek. Někdy ale toto zúčtování daně zaměstnavatelem není ze zákona možné, a proto zaměstnanec sám podává daňové přiznání, kde uvádí příjem ze závislé činnosti, příjem z podnikání, příjem z kapitálového majetku, příjem z pronájmu a ostatní příjem.

## Pojmy

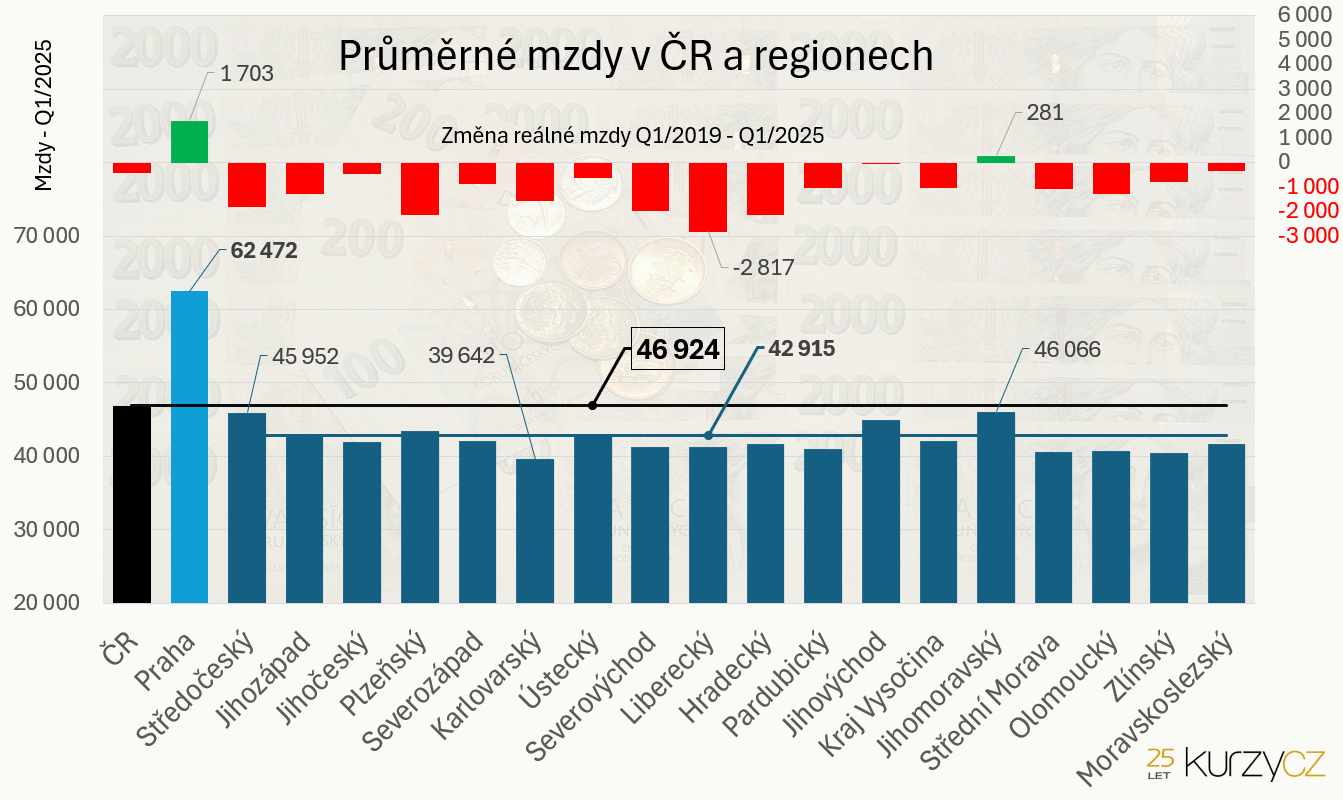
Průměrná mzda v ČR

- Čistá mzda je oproštěna od všech srážek ze mzdy (daň z příjmu, sociální zabezpečení, zdravotní pojištění).
  - Reálná mzda je termín používaný k určení skutečné hodnoty mzdy, to znamená, co je možné za tuto mzdu si pořídit. Reálná mzda je vyjádřením poměru ceny životních potřeb k vyplácené peněžité odměně.
- Hrubá mzda je odměna za práci před zdaněním, odpočty a daňovými bonusy.
  - Průměrná mzda je pojem používaný v statistice. Určuje se tak průměrný plat nebo mzda v daném oboru nebo oblasti (průměrná hrubá mzda v ČR činila k 1. čtvrtletí 2025 46 924 Kč[4]).
  - Minimální mzda je nejnižší cena práce bez ohledu na její složitost, druh, množství a kvalitu, kterou je zaměstnavatel povinen zaměstnanci poskytnout.
    - V ČR byla minimální mzda zavedena v roce 1991 a od 1.1. 1991 činila 2 000 Kč, tj. 10,80 Kč na hodinu a od té doby byla zhruba 27x navýšena[5]. S platností od 1. 1. 2025 je stanovena na 20 800 Kč, tj. 124,40 Kč na hodinu.[6]

  - Zaručená mzda je obvykle vyšší než minimální mzda. Byla zavedena od 1. 1. 2007 podle § 112 odst. 1 zákoníku práce. Je to mzda, na kterou zaměstnanci vznikl nárok ve vztahu ke složitosti, odpovědnosti a namáhavosti vykonávané práce (viz katalog práce 222/2010 Sb.).
- Superhrubá mzda je pojem označující základ daně, ze kterého se v minulosti vycházelo při výpočtu daně z příjmů a zálohy na daň ze mzdy. Superhrubou mzdu tvořila hrubá mzda zvýšená o odvody zaměstnavatele na sociální a zdravotní pojištění.
- Naturální mzda označuje situaci, kdy zaměstnanci lze poskytovat část mzdy s výjimkou minimální mzdy naturální formou – například výrobky, práce nebo služby.